# Soap&Skin
Soap&Skin, vlastním jménem Anja Franziska Plaschg, (* 5. dubna 1990) je rakouská experimentální hudebnice, skladatelka a herečka.

## Kariéra

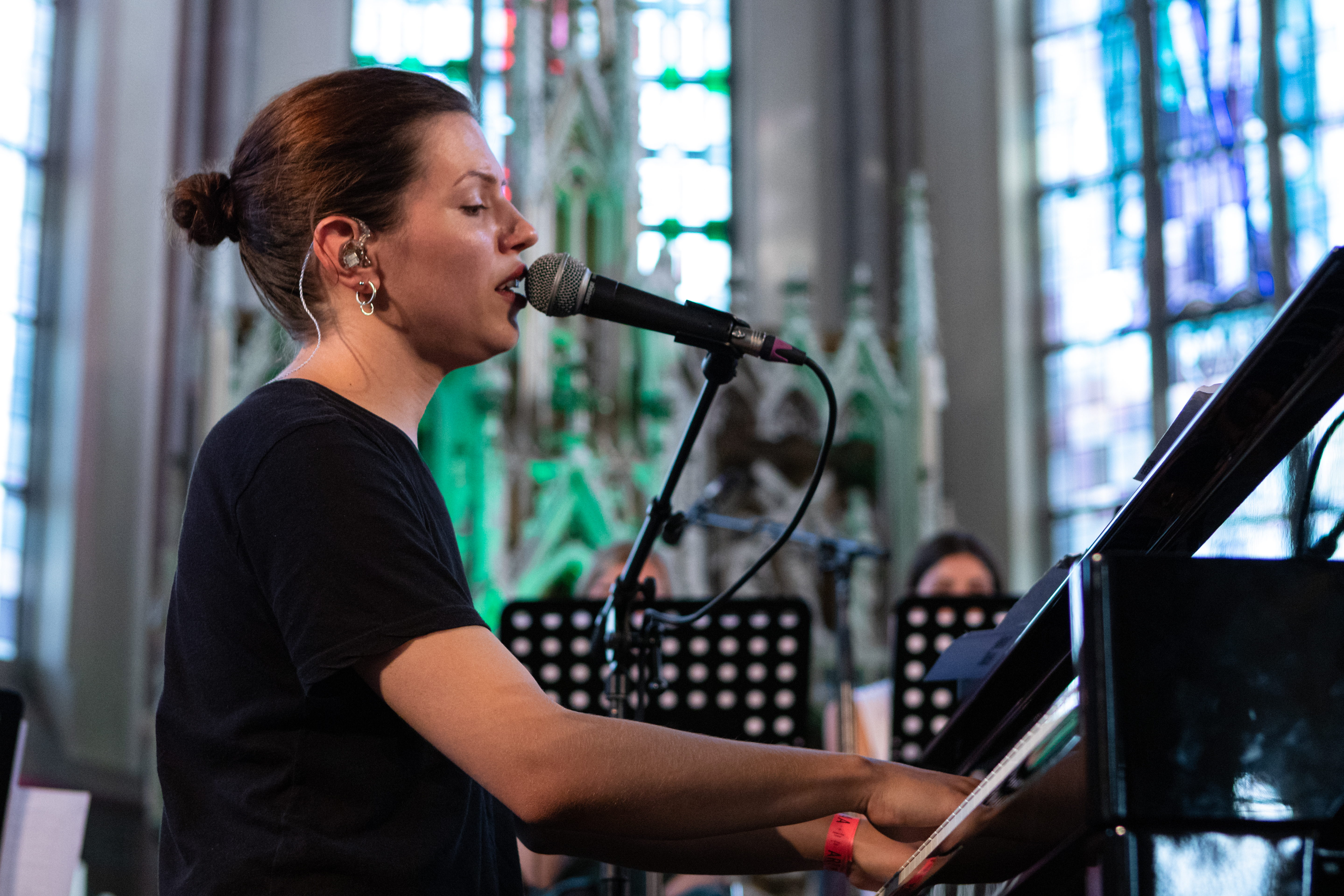
Soap&Skin (2019)

V letech 2006–2007 vydala několik písní na různých kompilacích různých umělců („Mr. Gaunt Pt. 1000“, „Im Dorfe“, „Interaction“). V roce 2008 vydala čtyřpísňové EP na 10" desce, obsahující dvě autorské písně („The Sun“ a „X-Ray Heartland“, druhá též v remixu od Fennesze) a coververzi písně „Janitor of Lunacy“ od zpěvačky Nico. Zpěvačku Nico rovněž ztvárnila v divadelní hře Nico – Sphinx aus Eis (2008).
Své první album Lovetune for Vacuum vydala v dubnu 2009. V květnu 2009 vystupovala na festivalu Life Along the Borderline v italské Ferraře a polské Vratislavi věnovaném zpěvačce Nico, jehož pořadatelem byl John Cale. Roku 2011 zpívala v písni „Goodbye“ hudebníka Apparata. V roce 2010 zazněly dvě její písně v italském filmu Válečné hry: Za prahem smrti. V roce 2012 hrála roli Carmen ve filmu Stilleben a téhož roku vydala desku Narrow, která byla do značné míry ovlivněna smrtí jejího otce. Kromě anglicky a německy zpívaných písní album obsahuje také píseň „Voyage, voyage“ (coververze od Desireless) s francouzským textem.
Na své EP Sugarbread (2013) zařadila kromě autorských písní také coververzi písně „Me and the Devil“ od Roberta Johnsona (s touto písní později vystupovala ve filmu Axolotl Overkill). Roku 2015 vydala coververzi písně „Mawal Jamar“ od syrského hudebníka Omara Souleymana. Píseň nazpívala s původním textem v kurdštině. V roce 2018 vydala album From Gas to Solid / You Are My Friend, které kromě jejích vlastních písní obsahuje coververzi „What a Wonderful World“, kterou proslavil Louis Armstrong. Roku 2020 vydala coververzi písně „What's Up?“ od 4 Non Blondes. Při svých koncertech hraje také coververzi písně „Gods and Monsters“ od Lany Del Rey.
Roku 2018 se účastnila koncertní pocty Davidu Bowiemu, při níž vystupovala s Annou Calvi. Roku 2019 se účastnila pocty Tomu Waitsovi v Londýně, Dublinu a Paříži. Také složila hudbu k instalaci Joyful Joyce filmařky Ruth Beckermannové. Roku 2021 hostovala v písni „Ich Tauche Auf“ německé kapely Tocotronic. V roce 2024 ztvárnila hlavní roli v historickém hororu Des Teufels Bad, ke kterému rovněž složila hudbu. Téhož roku vydala nové studiové album Torso, obsahující výhradně coververze, a to například od Davida Bowieho, Cat Power a Toma Waitse.
Ovlivnili ji například Xiu Xiu, Cat Power, Björk, Nico, Aphex Twin nebo skladatelé Sergej Rachmaninov a Arvo Pärt.

## Diskografie
Alba
- Lovetune for Vacuum (2009)
- Narrow (2012)
- From Gas to Solid / You Are My Friend (2018)
- Des Teufels Bad (2024; soundtrack)
- Torso (2024)

EP
- Untitled (4 skladby; 2008)
- Marche Funèbre (3 skladby; 2009)

Singly
- Spiracle (2009)
- Mr. Gaunt PT 1000 (2009)
- Cynthia (2009)
- Mawal Jamar (2015)
- Heal (2018)
- Italy (2018)
- Surrounded (2018)
- Drag Shift (2019)
- What's Up? (2020)

## Filmografie
- Stillleben (2011)
- Die Geträumten (2016)
- Axolotl Overkill (2017)
- Des Teufels Bad (2024)